# Муосаны (озеро, Сунтарский улус)
Муоса́ны (также: Муосааны, Мосанэ; якут. Муоһааны) — озеро в истоке реки Кюндяе, находится в Сунтарском улусе на западе Республики Саха. Является особо охраняемой природной территорией и относится категории уникальных озёр Якутии.

## Расположение
Расположено в 50 км северо-восточнее села Кюмпендяй, в 95 км от районного центра, посёлка Сунтар.

## Описание
Озеро имеет эрозионно-карстовое происхождение. По форме вытянуто с юго-запада на северо-восток.

## Природоохранный режим
В перечень основных объектов охраны входят: Оригинальная естественная среда; ихтиофауна (щука, окунь, сорог, карась, пелядь), водоплавающие птицы.
В соответствии с положением об ООПТ на озере и в его окрестностях ограничена хозяйственная деятельность человека, в том числе рыболовство, главная рубка леса, добыча полезных ископаемых и др.
Охрана уникального озера «Муосааны» осуществляется государственными инспекторами в области охраны окружающей среды на особо охраняемых природных территориях ГБОУ Республики Саха (Якутия) «Дирекция биологических ресурсов и особо охраняемых природных территорий Министерства охраны природы Республики Саха (Якутия)».